# NGC 3517/1
NGC 3517/1 је спирална галаксија у сазвежђу Велики медвед која се налази на NGC листи објеката дубоког неба.
Деклинација објекта је + 56° 31' 31" а ректасцензија 11h 5m 36,9s. Привидна величина (магнитуда) објекта NGC 3517 износи 13,0 а фотографска магнитуда 13,8. NGC 35171 је још познат и под ознакама UGC 6144, MCG 10-16-55, CGCG 291-27, KCPG 266A, IRAS 11026+5647, PGC 33526.